# Porträtt av en dam (film)
Porträtt av en dam (engelska: The Portrait of a Lady) är en dramafilm från 1996 i regi av Jane Campion med Nicole Kidman och John Malkovich i huvudrollerna. Den är baserad på Henry James roman Porträtt av en dam från 1881.

## Rollista
| Nicole Kidman          | – Isabel Archer       |
| John Malkovich         | – Gilbert Osmond      |
| Barbara Hershey        | – Madame Serena Merle |
| Mary-Louise Parker     | – Henrietta Stackpole |
| Martin Donovan         | – Ralph Touchett      |
| Shelley Winters        | – Mrs. Touchett       |
| John Gielgud           | – Mr. Touchett        |
| Shelley Duvall         | – Countess Gemini     |
| Richard E. Grant       | – Lord Warburton      |
| Viggo Mortensen        | – Caspar Goodwood     |
| Christian Bale         | – Edward Rosier       |
| Valentina Cervi        | – Pansy Osmond        |
| Roger Ashton-Griffiths | – Bob Bantling        |